# Ligue communiste 23 Septembre
Pour les articles homonymes, voir Ligue communiste et 23 septembre.
La Ligue Communiste 23 septembre (Liga Comunista 23 de Septiembre, LC-23S), la Ligue communiste ou simplement la Ligue, était une organisation communiste mexicaine pratiquant la lutte armée qui prétendait créer un Parti et une Armée révolutionnaire pour instaurer le communisme au Mexique.

## Histoire
La LC-23S a été fondée le 15 mars 1973 à Guadalajara, dans l'État de Jalisco, promue par Ignacio Arturo Sales Obregón “Oseas” pour unifier les différentes organisations de lutte armée du moment et bâtir une force politique qui leur donnerait une direction révolutionnaire. Il s'agissait certainement de la plus importante organisation révolutionnaire du Mexique dans les années 1970 et 1980 par son ampleur et ses capacités d'action.
Madera periódico clandestino était l'organe de propagande de la LC-23S. L'organisation et son organe central ont repris le nom "Madera" en hommage aux combattants du groupe d'Arturo Gámiz, Pablo Gómez et Salvador Gaytán, qui a mené, le 23 septembre 1965, l'assaut de la caserne militaire de Ciudad Madera, au Chihuahua, qui s'est conclu par un échec. Ce groupe a été considéré comme la "première guérilla" mexicaine qui dépassait les bases de la révolution mexicaine et luttait pour l'instauration d'un véritable système socialiste au Mexique, et ainsi, d'après la lecture de la Ligue, a entamé un processus révolutionnaire irréversible.
Le journal Madera, permet de connaître le programme politique de l'organisation révolutionnaire, qui promouvait le socialisme scientifique et se rattachait au mouvement ouvrier pour la constitution du prolétariat comme classe, en créant ainsi sa propre théorie révolutionnaire pour assurer le développement du mouvement révolutionnaire capable de renverser la classe qui "tient son pouvoir par l'intermédiaire des baïonnettes" la bourgeoisie. La LC-23S avait, de 1973 jusqu'en 1983, une présence dans la plupart des États de la République, avec une concentration militante importante au Nord, à l'Ouest et au Centre. En 1981, le mouvement de désintégration qui a mené l'organisation à sa fin a commencé, l'année est marquée notamment par la chute de son dernier dirigeant: Miguel Ángel Barraza “el Piojo Blanco”. La LC-23S a décidé se dissoudre complètement en 1983 après avoir subi plusieurs crises internes en raison du manque de direction politique du fait de la répression menée par l'État.
Pendant cette période, environ 500 opposants politiques et étudiants ont disparu, dont notamment des membres présumés de la Ligue communiste 23 Septembre, victimes de groupuscules militaires et policiers responsables de graves violations des droits humains.